# Galdino do Valle Filho
Galdino do Valle Filho (São Francisco de Paula, hoje Trajano de Moraes, 24 de setembro de 1879 — Niterói, 11 de maio de 1961) foi um médico e político brasileiro. Foi vereador e prefeito de Nova Friburgo, deputado estadual e deputado federal . Entre outros, foi autor do projeto de lei que instituiu o 12 de outubro como o Dia das Crianças no Brasil.

## Biografia

### Inicio de carreira e envolvimento com a política
Em Nova Friburgo, estado do Rio de Janeiro, Galdino do Valle estudou no Colégio Anchieta, de padres e irmãos jesuítas. Descendente de importantes famílias da região serrana fluminense, era descendente por via materna das famílias Lopes Martins, Silva Freire e dos Moraes, dos Barões das Duas Barras. Em 1903 se formou na Faculdade de Medicina do Rio de Janeiro. Na cidade de Miraí, no estado de Minas Gerais, iniciou sua carreira, mas foi em Nova Friburgo que passou depois a residir.
No ano de 1906 grupos políticos tradicionais da cidade de Nova Friburgo se uniram - Galdino Antônio (pai de Galdino), Alberto Braune e Carlos Maria Marchon - e criaram o jornal A Paz; e desta forma Galdino do Vale tornou-se seu diretor. Em 1909 faz parte da primeira diretoria do Tiro de Guerra do Exército Brasileiro em Friburgo e elege  vereador da cidade pela primeira vez e durante o seu mandato a energia elétrica chegou a Nova Friburgo. Reeleito em 1913, alcançou à presidência da Câmara Municipal de Nova Friburgo (o que na época significava ser o chefe do Poder Executivo). Ainda em 1910, acumulando a função de vereador, tornou-se deputado estadual.
Coube ao político Galdino do Vale, através de uma política de isenções fiscais, bem como, da criação da Companhia de eletricidade, fomentar a industrialização do município, que foi caracterizada pela implantação de fábricas da área têxtil, oriundas de capitais dos setores bancário e comercial estrangeiros, sobretudo alemão. Galdino e o empresariado alemão foram um dos principais responsáveis pela construção do lama, segundo o qual, Nova Friburgo seria uma Suíça brasileira. descrevendo Nova Friburgo comouma exceção nos trópicos, um lugar reduto do trabalho livre, da modernidade e progresso,herdados da colonização e sangue europeu, no caso, suíço.
Membro do Partido Republicano Fluminense (PRF), rompeu com o líder Nilo Peçanha, para apoiar a indicação de Feliciano Sodré ao governo do estado. Apesar de eleito deputado federal em 1915, não tomou posse pois a Comissão verificadora dos poderes não o reconheceu. Desta forma, em 1916, retornou eleito, mais uma vez, a Câmara Municipal de Friburgo. Em 1918, convocado pelo prefeito interino de Nova Friburgo, Francisco Caetano da Silva, Galdino do Valle se destacou profissionalmente tratando pacientes vitimas da epidemia de gripe espanhola que a cidade sofreu naquele ano.Já em 1922 é eleito e, agora, consegue tornar-se deputado federal, acumulando ao mesmo tempo o cargo de vereador. 

### A criação da Prefeitura de Nova Friburgo
A Prefeitura de Nova Friburgo surgiu da rivalidade politica entre Galdino do Valle Filho e Nilo Peçanha.
Durante a década de 1916, uma intensa batalha jurídica vinha sendo travada por causa da eleição à Câmara de Vereadores, conquistada pelo grupo político do médico Galdino do Vale Filho, garantindo-lhe a continuidade à frente do poder municipal. Nilo Peçanha, que então governava o estado, interveio no processo e conseguiu, ainda que momentaneamente, mudar o resultado no Tribunal de Relação estadual, nomeando um interventor, Sílvio da Fontoura Rangel. Mais adiante, Galdino conseguiria reverter a situação acionando o Supremo Tribunal Federal (STF).
Buscando impedir o êxito do grupo de Galdino, Nilo Peçanha em 19 de agosto de 1916 o presidente do estado cria a Prefeitura de Nova Friburgo (através do decreto 1.502), diminuindo o poder da Câmara Municipal, nomeando como primeiro prefeito Everard Barreto.  Na mesma época, Nilo criou as prefeituras de Petrópolis, Paraíba do Sul e Itaperuna que estavam nas mães de seus adversários políticos como Hermogênio Silva. Galdino passou, então, a liderar campanha pelas eleições diretas para o cargo de prefeito.
Em 1919 o grupo politico de Galdino do Valle conseguiu eleger a totalidade dos vereadores. Em represália, mais um recurso no Tribunal da Relação obteve a anulação do resultado. O grupo de Nilo Peçanha mantive o domínio do poder local, provocando vários conflitos armados.
Nos últimos meses do ano de 1922 Galdino concorre às primeiras eleições diretas para a prefeitura de Nova Friburgo; sendo eleito prefeito ao derrotar o candidato Everardo Barreto, que era apoiado por Nilo Peçanha. Todavia, o Supremo Tribunal determinou que acontecessem novas eleições municipais, Galdino preferiu se reeleger vereador mas conseguiu eleger para prefeito Plácido Lopes Martins, um de seus correligionários. Em 1925 Galdino assumiu a prefeitura de Nova Friburgo por conta do afastamento do prefeito Plácido Martins.

### Antecedentes da Revolução de 1930 e a Era Vargas
Como médico integrante da Força Pública do Estado do Rio de Janeiro, combateu os revoltosos da Revolta Tenentista de São Paulo. Nas eleições de 1924 e de 1927 se reelegeu deputado federal. Em 1924, como deputado federal, instituiu o Dia das crianças no Brasil, comemorado no dia 12 de outubro. No ano de 1923, o Brasil foi sede do 3º Congresso Sul-Americano da Criança. Provavelmente foi aí que o então deputado federal Galdino do Valle Filho teve a ideia de oficializar um dia das crianças. Em 1924, ele elaborou e conseguiu a aprovação do projeto de lei que tornou o dia 12 de outubro o dia oficial das crianças no Brasil (antes mesmo da data oficial mundial).
Nos acontecimentos que culminaram na Revolução de 1930, Galdino do Valle foi contra a Aliança Liberal de Getúlio Vargas, apoiou a candidatura de Júlio Prestes à presidência da República e organizou em Nova Friburgo um grupo de apoio ao então presidente Washington Luís. Com a vitória de Getúlio Vargas por meio da Revolução, a estátua de Galdino do Vale, na cidade de Nova Friburgo, foi derrubada por revolucionários mais exaltados. Muitos indivíduos que eram partidários de Galdino, os galdinistas - que usavam uma bandeira vermelha como símbolo - como a família Spinelli e a dos Lívio, ficaram custodiados no porão do Solar do Barão de Nova Friburgo, onde também funcionava a Prefeitura Municipal, situado na Praça Getúlio Vargas. Galdino, por fim, exilou-se em Lisboa, Portugal.
Em 1931, voltou ao Brasil e fixou residência na cidade de Niterói, onde passou a clinicar. Em 1934 retornou a politica através do Partido Evolucionista do Estado do Rio de Janeiro, apoiando a candidatura vitoriosa de Acúrcio Torres para deputado federal. Durante a ditadura de Vargas denominada de Estado Novo, muitas vezes foi preso por ser opositor de Getúlio Vargas.

### O Abandono da carreira política
Com a redemocratização do país em 1945, foi um dos criadores da União Democrática Nacional (UDN). Galdino candidatou-se a senador, mas não foi eleito. Em 1951 tornou-se, novamente, deputado federal; já em 1954, em campanha para a reeleição, acabou desistindo da candidatura devido seu estado de saúde.
Foi professor da Faculdade Fluminense de Medicina (que atualmente faz parte da Universidade Federal Fluminense). Fez Parte da Sociedade de Medicina do Estado do Rio de Janeiro, à Academia Fluminense de Letras. Criou em Niterói, então capital do estado do Rio de Janeiro, o jornal Diário Fluminense.

## Homenagens
Uma das mais importantes avenidas da cidade de Nova Friburgo, localizada em frente a sua antiga residência, recebeu o seu nome: Avenida Galdino do Vale Filho. Na praça em frente a Catedral de São João Batista, no centro da cidade, existe uma estátua em sua homenagem.
Ainda em Nova Friburgo existe atualmente uma localidade chamada de Galdinópolis. Em 1927, a lei n° 2181 de 16 de novembro de 1927, criou o 6° distrito de Nova Friburgo com o nome de Galdinópolis com terras desmembradas do atual 5° distrito de Lumiar. Mas a condição de distrito extinta pelo decreto n° 19.398 de 29 de janeiro de 1931 sendo seu território novamente incorporado ao hoje 5° distrito de Lumiar; vale destacar que Galdino do Vale não apoiou a Revolução de 1930, portanto a homenagem realizada anterior a revolução vitoriosa não podia ser bem vista.

## Família atualmente
Atualmente, as raízes de Galdino estão representadas pelos netos Ronaldo Ribeiro do Valle e Gilda Briggs, pelos bisnetos Fernando, André e Felipe Bittencourt do Valle, Pedro e Eduardo (in memorian) Briggs, e finalmente pelos tataranetos Flávio Guimarães Bittencourt do Valle e Mônica Guimarães Bittencourt do Valle, Bernardo e Lucas Wensersky Bittencourt do Valle, Pedro e Victória Galvão Fontenelle Bittencourt do Valle, Francisco, João Pedro e Arthur, ambos Tadeu Briggs Peçanha.
A família, que hoje reside em Niterói e no Rio de Janeiro, mantém o belo casarão de Nova Friburgo, residência oficial de Galdino; em 2010 ocorreu o tombamento provisório do prédio, localizado na Avenida Galdino do Valle, 47. Em 2012, no centenário de um dos filhos de Galdino, Afrânio do Valle, foi realizada uma extraordinária festança no palacete novafrigurguense, contando com homenagem da Orquestra Sinfônica de Friburgo, a Campesina Fluminense.